# Polyxenus triocellatus
Polyxenus triocellatus är en mångfotingart som beskrevs av S. Ishii och Yin 2000. Polyxenus triocellatus ingår i släktet Polyxenus och familjen penseldubbelfotingar. Inga underarter finns listade i Catalogue of Life.